# Leionema sympetalum
Leionema sympetalum är en vinruteväxtart som först beskrevs av Paul G. Wilson, och fick sitt nu gällande namn av Paul G Wilson. Leionema sympetalum ingår i släktet Leionema och familjen vinruteväxter. Inga underarter finns listade i Catalogue of Life.